# Frangula blumeri
Frangula blumeri là một loài thực vật có hoa trong họ Táo. Loài này được (Greene) Kartesz & Gandhi mô tả khoa học đầu tiên năm 1994.